# Nathalie Uffner
 (février 2017).
Si vous disposez d'ouvrages ou d'articles de référence ou si vous connaissez des sites web de qualité traitant du thème abordé ici, merci de compléter l'article en donnant les références utiles à sa vérifiabilité et en les liant à la section « Notes et références ».
Nathalie Uffner, née le 16 juillet 1962 à Bruxelles est une comédienne, metteuse en scène et autrice belge. Elle est aussi directrice artistique du Théâtre de la Toison d'or à Bruxelles.

## Biographie

### Son enfance et ses débuts
Nathalie est née et a toujours vécu à Bruxelles. Ses parents, d'origine juive polonaise, tenaient une boutique de fourrures dans la Galerie de la Toison d’Or. Un lieu symbolique vu que des années plus tard, ces mêmes galeries accueilleront le Théâtre de la Toison d'or (TTO), que Nathalie et ses complices vont créer et mettre sur pied.
Dès l'adolescence, elle suit des cours de théâtre dans une académie où, déjà, elle cultivait l’art de rire... Au Conservatoire, elle étudie la déclamation et l’art dramatique mais ne se sent pas dans son élément dans cette école très classique. Le déclic de la comédie vient avec Fin de tournage, spectacle mis en scène pour l'Hôtel Palace à Bruxelles puis joué à Paris, à l'Hôtel Lutecia. Elle crée alors avec Serge Barbagallo son premier one-woman-show La vie merveilleuse de Sarah Epstein à la Samaritaine.  

### Années 1990
À partir des années 1990, Nathalie participe souvent aux émissions de radio humoristiques La Semaine infernale puis Le Jeu des dictionnaires. Elle y rencontre des personnalités comme Jacques Mercier, Philippe Geluck, Marc Moulin, Soda et Laurence Bibot ; toutes des personnes avec qui elle collaborera plus tard. Comme par exemple dans Coups bas qu’elle joue quelque temps après, en compagnie de Soda et de Laurence Bibot.
À ce moment, elle se lance aussi sur la patinoire de la Ligue d’improvisation belge et sur le tournage de deux films Pentimento de Tonie Marshall et Je pense à vous des frères Dardenne. En 1992, elle rencontre Albert Maizel, son futur compagnon et père de ses enfants. Ensemble, avec la complicité de Sylvie Rager et de Viviane et Alain Benyacar, ils ouvrent et posent leurs valises au Théâtre de la Toison d’Or (TTO). 
Au cours de sa carrière, Nathalie va faire la rencontre de personnages déterminants qui vont façonner sa carrière : Laurence Bibot, Sébastien Ministru et Marc Moulin. Mais aussi son mari, Albert Maizel, et Sylvie Rager avec qui elle a créé le TTO, ce qui lui a permis de se réaliser en tant que comédienne mais aussi metteuse en scène et directrice artistique. Au TTO, elle a l’occasion de jouer, mais aussi de diriger. Elle met en scène Laurence Bibot dans quatre spectacles coécrits avec la comédienne : Bravo Martine, Miss B, Laurence Micro et Capitaine Chantal. On lui doit également les succès de pièces comme Les Monologues du vagin de Eve Ensler, Geluck, si tu nous entends, Les Virtuoses 2 écrit et joué par Damien Gillard, ainsi que eXcit, Fever et Cendrillon, ce macho ! de Sébastien Ministru. 

### Années 2000
Dès 2005, elle donne leur chance à de jeunes comédiens, tout juste sortis du Conservatoire, de venir faire leurs premiers pas sur les planches du café-théâtre de la Toison d’Or. La troupe « Laizex de Mont-Jules » a notamment vu éclore les talents de jeu et d’écriture tels qu'Antoine Guillaume ou Alexis Goslain. La troupe de « Cramique et Gosette » prend le relais en 2005 ; Julie Duroisin, Jean-François Breuer, Dominique Bréda, Catherine Decrolier, Thomas Demarez et Odile Ramelot sont engagés dans l’aventure et font les beaux jours du café-théâtre. Nathalie Uffner a du flair car en 2009 Julie Duroisin reçoit le Prix de la Critique du meilleur espoir féminin et en 2010, Dominique Bréda est consacré meilleur auteur. 
En tant que comédienne, elle est apparue entre autres dans Les Aventures du Docteur Martin, L’Ascenseur, Le Grand Voyage de Marc Moulin, Un homard ! Où ça ?, un one-woman-show de Sébastien Ministru et Psy, écrit par un collectif d’auteurs et dans une mise en scène de Patrice Mincke. En 2012, elle interprète Do Eat, une pièce signée Dominique Bréda.

### Années 2010
En 2010, Nathalie Uffner est aussi aux fourneaux. Elle a créé alors des capsules culinaires appelées « Nathalie is in the Kitchen » pour le restaurant du TTO, le ResTTO. Sans prétention d’être un grand chef et sans se prendre au sérieux, elle imagine « son » concept de cuisine dans laquelle tout un chacun peut se reconnaître ou s’identifier. Elle permet d’une part aux spectateurs d’apprendre une recette simple sur un ton plutôt drôle et humoristique et, d’autre part à l’un ou l’autre artiste et/ou personnalité de venir s’immiscer dans la préparation pour partager avec elle son actualité. En 2012, Nathalie crée un nouveau concept de talk-shows théâtraux intitulés Il n’y a pas de sot métier.
En 2013 et 2014, le TTO lance un Festival soutenant la lutte pour l'égalité des sexes : "Féminité, Egalité, Virilité", qui  réunit 10 humoristes : 5 femmes et 5 hommes. Nathalie s'occupe de la mise en scène.

## Théâtre
En 1995, Nathalie Uffner et son mari, Albert Maizel, ouvrent avec la complicité de Sylvie Rager, Viviane et Alain Benyacar le Théâtre de la Toison d’Or (TTO) à Bruxelles. Directrice artistique, Nathalie Uffner affiche une volonté de faire du TTO un lieu de création original, dédié à la comédie et à l'humour.
Dès le début, l’objectif du TTO est clair : favoriser la création des auteurs belges de la Communauté française, en mettant en avant l’humour sous toutes ses formes : comédie, one man/woman show, humour surréaliste, actualité tournée en dérision, sketches thématiques, vaudeville, feuilleton théâtral, conférence, music-hall, comédie musicale… Aujourd’hui, le TTO a programmé près de 100 spectacles, dont 48 créations, a dépassé les 2 000 représentations et touché près de 400 000 spectateurs.
La saison 2015-2016 célèbre les 20 ans du TTO.

### Comédienne
- 1981-1982 : Journée Faste de Didier Arcq et Thierry Thomson
- 1986 : Fin de tournage, hôtel Palace à Bruxelles et à l’hôtel Lutécia à Paris
- 1986 : Coups bas d’Albert Maizel, Théâtre de la Samaritaine, Bruxelles
- 1986-1990 : Ligue d’improvisation belge[3]
- 1989 : Les pas perdus, Théâtre de la Place, Liège
- 1989 : Café panique de Roland Topor¸ Théâtre de la Samaritaine, Bruxelles
- 1992-2000 : Les folles croquettes de Éric De Staercke, Isabelle Paternotte, Nathalie Uffner, Théâtre de la Samaritaine, Bruxelles
- 1997 : Les Aventures du Docteur Martin de Marc Moulin au TTO
- 2000 : Un homard où ça ? de Sebastien Ministru
- 2001 : Mais n’te promène donc pas toute nue de Georges Feydeau
- 2003 : Le Grand Voyage de Marc Moulin
- 2003 : Psy de divers auteurs au TTO
- 2005 : Bob et Georges de Laurence Bibot et Nathalie Uffner
- 2006 : L’Ascenseur de Marc Moulin au TTO
- 2006 : Le Juste milieu de Olivier Massart, Nathalie Uffner, Alexis Goslain, Vincent Solheid et Nicolas Buysse
- 2007 : Saison one, série théâtrale de Marie-Paule Kumps et Bernard Cogniaux au TTO
- 2007 : Qui est le véritable inspecteur Dupif ? de Tom Stoppard au TTO
- 2010 : Zaventem moi non plus de Charlie Degotte au TTO
- 2011 : La Revue magnifique de Charlie Degotte, au Théâtre 140
- 2012 : Do eat de Dominique Bréda, au TTO
- 2013 : Les Pétasses de Sebastien Ministru, au TTO
- 2015 : Dernier coup de ciseaux de Paul Portner, au TTO
- 2015 : Rire, please... de Sébastien Ministru et Laurence Bibot, au TTO
- 2016 : Misère de Laurent Beumier, au TTO
- 2018 : Fish & Chips de Nathalie Penning et Nathalie Uffner
- 2024 : Chez Colette de Marie-Paule Kumps et Nathalie Uffner, au TTO

### Seules en scène
- 1988 : La Vie merveilleuse de Sarah Epstein, one woman show, Théâtre de la Samaritaine, Bruxelles
- 1999 : Un homard ! Où ça ?, one-woman-show de Sébastien Ministru au TTO

### Metteuse en scène
- 1995 : Bravo Martine de Laurence Bibot et Nathalie Uffner
- 1995 : Le dernier des yuppies d’Albert Maizel
- 1998 : Miss B de Laurence Bibot et Nathalie Uffner
- 1999 : A nous deux de Laurence Bibot et Marka
- 2000 : On m’avait dit qu’on me donnerait du travail de divers auteurs
- 2001 : Excit de Sébastien Ministru
- 2001 : Mais n’te promène donc pas toute nue de Georges Feydeau
- 2003 : Geluck, si tu nous entends, D'après le Docteur G de Philippe Geluck
- 2003 : Laurence Micro de Laurence Bibot et Nathalie Uffner
- 2004 : Les Virtuoses 2 de Damien Gillard
- 2004 : Stars de Stéphane Custers
- 2005 : La fête des mères de Sébastien Ministru
- Depuis 2006 : Les Monologues du vagin d’Eve Ensler
- 2007 : Fever de Sébastien Ministru
- 2007 : Cravattes club de Fabrice Roger-Lacan
- Depuis 2007 : Cendrillon, ce macho ! de Sébastien Ministru
- 2007 : Capitaine Chantal de Laurence Bibot et Nathalie Uffner
- 2009 : Mercier, go home de Jacques Mercier
- 2009 : My first time adapté par K.Davenport
- 2010 : Antoine Guillaume assume de Sébastien Ministru
- 2011 : Sœurs Emmanuelle de Laurence Bibot et Nathalie Uffner
- 2012 : Fée un vœu de Jean-Luc Fonck
- 2012 : Boeing Boeing de Marc Camoletti
- 2012 : Festival Féminité, Égalité, Virilité, divers comédiens
- 2013 : Ciao ciao Bambino de Sebastien Ministru
- 2014: Sous la robe de Nathalie Penning
- 2014 : Juke box de Laurence Bibot, Dominique Bréda, Marie-Paule Kumps, Myriam Leroy, Riton Liebman, Sébastien Ministru, Alex Vizorek et Delphine Isaye
- 2015 :  Rire, please... de Sébastien Ministru et Laurence Bibot
- 2016 : Potiche de Barillet et Grédy
- 2017 : Cherche l'amour de Myriam Leroy
- 2017 : Un pyjama pour six de Marc Camoletti
- 2017 : Ca fait Rire les Oiseaux de Jean-François Breuer et Aurelio Mergola
- 2027 : Croisière Coconuts de Laurence Bibot
- 2018 : Tout Va Très Bien de Gilles Dal
- 2025 : Formica de Fabcaro

### Autrice
- 1990-1992 : Les Folles Croquettes, Éric De Staercke, Isabelle Paternotte, et Nathalie Uffner
- 1995 : Bravo Martine de Laurence Bibot et Nathalie Uffner
- 1998 : Miss B de Laurence Bibot et Nathalie Uffner
- 2005 : Bob et Georges de Laurence Bibot et Nathalie Uffner
- 2006 : Le Juste Milieu, écriture collective d'Olivier Massart, Nathalie Uffner, Alexis Goslain, Vincent Solheid et Nicolas Buysse
- 2007 : Capitaine Chantal de Laurence Bibot et Nathalie Uffner
- 2011 : Sœurs Emmanuelle de Laurence Bibot et Nathalie Uffner
- 2018 : Fish & Chips de Nathalie Penning et Nathalie Uffner
- 2024 : Chez Colette de Marie-Paule Kumps et Nathalie Uffner

## Filmographie

### Cinéma

#### Actrice
- 1986 : Pentimento de Tonie Marshall
- 1989 : Morte fontaine de Marco Pico
- 1992 : Je pense à vous des frères Dardenne
- 1994 : Just Friends de Marc-Henri Wajnberg
- 2005 : Mon cousin Jacques, court-métrage de Xavier Diskeuve
- 2006 : Dikkenek de Olivier Van Hoofstadt
- 2007 : Les Princesses, court-métrage de Alessandro Gazzara
- 2009 : Hors cadre, court métrage de Laurence Bibot et Marka
- 2011 : La Chance de ma vie de Nicolas Cuche
- 2014 : Jacques a vu de Xavier Diskeuve

### Télévision
- 2007 : Septième Ciel Belgique (série télévisée), comédienne
- 2014 : Euh (websérie) : la coach

## Radio
- 1989-2011 : La Semaine infernale, chroniqueuse, La première
- 1999-2008 : Le Jeu des dictionnaires, chroniqueuse, La première
- 2014-2016 : Faut qu'on en parle, chroniqueuse, Bel RTL

## Divers
- 2010 : Nathalie is in the kitchen, animatrice, capsules culinaires sur Internet
- 2012 : Il n’y a pas de sot métier, animatrice, talk-shows théâtraux

## Publication
- 2014 : La Cuisine juive expliquée à mon ami goy de Nathalie Uffner et Sébastien Ministru, chez Hugo Image